# Pascal Trépanier
Pour les articles homonymes, voir Trépanier.
Pascal Trépanier (né le 4 septembre 1973 à Gaspé au Québec) est un joueur de hockey sur glace canadien.

## Carrière
Pascal Trépanier commence sa carrière professionnelle chez les Bombers de Dayton en ECHL après quatre saisons dans la Ligue de hockey junior majeur du Québec. Le défenseur continue après dans la LIH puis la LAH dans le club-école de l'Avalanche du Colorado, les Bears de Hershey.
Le défenseur fait durant la Saison 1997-1998 de la LNH sa première apparition avec l'Avalanche ; en 15 matchs, il obtient une assistance. Les trois saisons suivantes, il s'engage avec les Mighty Ducks d'Anaheim avant de retourner à l'Avalanche pour la Saison 2001-2002. Après une mauvaise saison avec les Predators de Nashville, où il ne joue qu'une fois, Trépanier revient en LAH.
Durant le lock-out de 2004, il quitte l'Amérique du Nord pour rejoindre le championnat d'Allemagne avec les Ice Tigers de Nuremberg. Puis il va en Suisse durant deux saisons. Il revient en Allemagne pour les Adler Mannheim. Il devient champion en 2007 et le meilleur défenseur de l'équipe durant trois saisons. Un an avant la fin de son contrat avec Mannheim, il rejoint en 2010 les Krefeld Pinguine où il finit sa carrière à la fin de la saison 2011-2012, après une annonce le 20 mars 2012.

## Palmarès
- 1997 : Coupe Calder avec les Bears de Hershey.
- 2007 : Champion d'Allemagne avec les Adler Mannheim.

## Vie personnelle
Son oncle Mario Tremblay est un ancien joueur des Canadiens de Montréal.
Trépanier est marié avec l'ancienne playmate Kalin Olson.